# Tajno društvo PGC
Tajno društvo PGC je mladinska povest Antona Ingoliča, ki je izšla leta 1958.

## Vsebina dela
Delo je sestavljeno iz treh delov: uvod, jedro in zaključek. Delo je namreč obsežen spis učenca Mihca, ki ga je napisal za kazen, ker je ustanovil Tajno društvo PGC.

### Uvod
V uvodu izvemo, da je profesor Vejica (tako so ga poimenovali učenci, ker je bil glede vejic v spisih zelo natančen in neusmiljen) ob kakšnem prekršku učencev za kazen vedno dajal napisati spis, v katerem so pojasnili, zakaj in kako je do prekrška prišlo. Tako je moral tudi Mihec, kot predsednik takrat že razpadlega društva PGC, napisati temeljit in podroben spis o njem

### Jedro
V jedru tako izvemo vse o nastanku društva, njegovem delovanju in koncu. Tajno društvo PGC (PGC je okrajšava za pingoclavulus) je ustanovil Mihec, saj si je želel ustvariti svojo veliko zbirko cvekov oz. risalnih žebljičkov. Pri zbiranju so mu kmalu na pomoč priskočili tudi Metod, Jože in Igor. Skupaj so ustvarili pravila društva in se z vso vnemo lotili puljenja že rabljenih, nepoškodovanih in nenavadnih risalnih žebljičkov iz oglasnih desk na šoli, v stanovanjskih blokih, na ulici, pošti ipd. Čez čas fantje iz tajnega društva postanejo glavna tema pogovorov učiteljev na šoli in stanovalcev blokov, o njih sčasoma govori že vse mesto, še posebno od takrat, ko na vsakem listu, kateremu so odvzeli risalni žebljiček, pustijo pečat društva (z velikimi rdečimi črkami napisano PGC). Vedno več ljudi si želi nepridiprave ujeti in jih kaznovati. Vedno več težav je imela tudi Mihčeva babica, ki je bila hišnica rumene hiše, v kateri sta z Mihcem stanovala, saj ji je tajnica hišnega sveta ves čas očitala, da bi morala bolj paziti na risalne žebljičke. Zgodba in delo Tajnega društva PGC se preobrne, ko Silvici, majhni deklici iz rumene hiše, ljubimec odpelje mamo. Takrat tajno društvo sklene, da bo pomagalo mali deklici, zato so na liste napisali novico o izgubljeni mamici in jih razobesili po vsem mestu ter jih pritrdili z zbranimi risalnimi žebljički. Na letake so poleg obvestila dodali tudi pečat društva, ki jih je nazadnje izdal. Po vrnitvi Silvičine mame so sklenili, da društvo razpustijo, Mihec pa se je včlanil v društvo tabornikov.

### Zaključek
V zaključku Mihec svoj spis prebere svojim sošolcem in Vejici. Ta mu po končanem branju prizna, da je tajno društvo razkril že pred nekaj tedni, pa je o tem kljub vsemu molčal.

## Glavni književni junak
Mihec Potokar je glavni literarni lik. Mihec je dijak ljubljanske gimnazije, pisec spisa, ustanovitelj Tajnega društva PGC in njegov predsednik. Mihec skupaj z babico stanuje v Rumeni hiši, saj so mu njegove starše ubili Nemci, ko so bili le-ti v partizanih. Šola mu ni šla najbolje od rok, saj se je namesto učenja raje ukvarjal z drugimi popoldanskimi dejavnostmi. Kljub temu da je s svojim društvom delal škodo ljudem, ki so na oglasne deske pritrjevali svoje letake, pa je bil v srcu dober in pravičen dijak. To je najbolj dokazal, ko je štiriletni Silvici nesebično pomagal najti mamo. 
Za predsednika tako prepoznavnega tajnega društva je bil nekoliko premalo odločen, saj je med zbiranjem risalnih žebljičkov večkrat pomislil, da njegovo delo ni najbolj primerno in ga nekajkrat skoraj povsem opustil. Večkrat mu je bilo hudo tudi za babico, saj je ta prav zaradi njegovega društva pogosto slišala pritožbe glede opravljanja njenih nalog, ki so ji bile pripisane, kot hišnici bloka, v katerem sta z Mihcem stanovala. Mihec na koncu vsa svoja dejanja prizna, s tem dokaže, da mu ni do laži in do nadaljnjega delovanja tajnega društva ter da je kljub vsemu povsem normalen in neproblematičen dijak, ki si je z zbiranjem žebljičkov želel le lastne zbirke.  

### Ostali književni liki
- Metod
- Jože
- Špela
- Igor
- Mihčeva babica
- profesor "Vejica"
- Cvetača ali Karfijola
- Mala Silvica
- Fiks
- Čepon
- Četka

## Izdaje
- Tajno društvo PGC, Ljubljana: Mladinska knjiga, 1958, 1965, 1968, 1971, 1973, 1978, 1979, 1984, 1993, 2001.
- Tajno društvo PGC, Ljubljana: Karantanija, 1997 (Pisanice).

## Vir
- Anton Ingolič: Tajno društvo PGC. Založba Mladinska knjiga, Ljubljana, 1976